# Шведска на Дечјој песми Евровизије
Шведска се на такмичењу за Дечју песму Евровизије појавила једанаест пута, први пут наступајући у Копенхагену, 2003.

## Учесници
| Година    | Извођач(и)       | Песма                    | Пласман          | Поени            |
| --------- | ---------------- | ------------------------ | ---------------- | ---------------- |
| 2003      | The Honeypies    | Stoppa Mig               | 15               | 12               |
| 2004      | Limelights       | Varför jag?              | 15               | 8                |
| 2005      | M+               | Gränslös Kärlek          | 15               | 22               |
| 2006      | Molly Sandén     | Det Finaste Någon Kan Få | 3                | 116              |
| 2007      | Frida Sandén     | Nu Eller Aldrig          | 8                | 83               |
| 2008      | Није учествовала | Није учествовала         | Није учествовала | Није учествовала |
| 2009      | Mimmi Sandén     | Du                       | 6                | 68               |
| 2010      | Josefine Ridell  | Allt Jag Vill Ha         | 11               | 48               |
| 2011      | Erik Rapp        | Faller                   | 9                | 57               |
| 2012      | Lova Sönnerbo    | Mitt mod                 | 6                | 70               |
| 2013      | Eliias           | Det är dit vi ska        | 9                | 46               |
| 2014      | Julia Kedhammar  | Du är inte ensam         | 13               | 28               |
| 2015–2025 | Није учествовала | Није учествовала         | Није учествовала | Није учествовала |